# Voula Papaioannou
Voula Papaioannou (griechisch Βούλα Παπαϊωάννου, 1898–1990) war eine griechische Fotografin, die mit ihren Arbeiten über das griechische Volk und die griechische Landschaft auch Beachtung über ihr Heimatland hinaus fand, vor allem in Frankreich, Deutschland und der Schweiz.

## Leben und Wirken
Voula Papaioannou wurde in Lamia in Mittelgriechenland geboren und wuchs in Athen auf. Dort studierte sie an der Technischen Universität und entwickelte ein Interesse an der Fotografie. Nach der Scheidung von dem bekannten Schriftsteller und Literaturkritiker Ioannis Zervos begann sie 1937 als professionelle Fotografin zu arbeiten. Für ihre ersten Aufträge nahm sie Ausstellungen in Athener Museen sowie die Klöster in der Region Attika auf.
Mit der Herangehensweise der „sozialdokumentarischen Fotografie“ arbeitete Papaioannou illegal während des Zweiten Weltkriegs. So richtete sie ihre Kamera auf zur Front aufbrechende Soldaten, auf Kriegsopfer und auf hungernde Kinder, um die humanitären Folgen der italienischen und deutschen Besatzung zu dokumentieren.
Die Fotos schmuggelte sie unter Lebensgefahr außer Landes. Sie werden im Makedonischen Museum für Zeitgenössische Kunst in Thessaloniki in einer „Schwarzen Mappe“ aufbewahrt.
Nach der Befreiung wurde Papaioannou Mitglied der UNRRA (United Nations Relief and Rehabilitation Administration), für die sie als Leiterin der Fotoabteilung den Wiederaufbau dokumentierte. Sie rückte vor allem die harten Lebensbedingungen auf dem Land in den Vordergrund. Dabei zeige sie – so ein Kritiker – die griechische Bevölkerung weniger unter einem romantischen Blickwinkel als vielmehr als stolze, unabhängige und trotz ihrer Armut optimistische Menschen.
Seit den 1990er Jahren lebte das Interesse an den Arbeiten von Voula Papaioannou wieder auf, was mehrere Ausstellungen und Buchveröffentlichungen dokumentieren. 2016 sprach der damalige Bundesaußenminister Frank-Walter Steinmeier bei der Eröffnung einer Ausstellung in Thessaloniki.

## Buchveröffentlichungen
- Hellas. 1949.
- La Grèce à ciel ouvert. La Guilde du Livre et Editions Clairefontaine Lausanne, 1952.
- Iles Grecques. La Guilde du Livre et Editions Clairefontaine Lausanne, 1956.
- Bilder der Verzweiflung und Hoffnung. Griechenland 1940–1960. Fotoausstellung. Stiftung für Griechische Kultur, Berlin und Benaki-Museum, Athen 1995.
- Fani Konstantinou, Johanna Weber, Stavros Petsopoulos: Η φωτογράφος Βούλα Παπαϊωάννου. Από το Φωτογραφικό Αρχείο του Μουσείου Μπενάκη. Benaki-Museum, Athen 2006, ISBN 960-325-649-8, S. 648.

## Ausstellungen (Auswahl)
- 1994: Bilder von Hoffnungslosigkeit und Hoffnung. Galerie Renos Xippas, Paris. 18. – 22. Dezember 1994.
- 2006: Homage. Benaki-Museum, Athen. 2. Oktober – 19. November 2006.
- 2016: Gespaltene Erinnerung. Makedonisches Museum für Zeitgenössische Kunst in Thessaloniki. Eröffnung am 4. Dezember 2016.
- 2017: Portrayals of History 1940–1960 (mit Dimitris Harissiadis). Museum of Photography, Thessaloniki. 6. April – 10. September 2017.